# Joë Bousquet
Joë Bousquet (* 19. März 1897 in Narbonne; † 28. September 1950 in Carcassonne) war ein
französischer Schriftsteller.
Bousquet wurde während des Ersten Weltkrieges 1918 bei Vailly an der Aisne verwundet und war seitdem gelähmt. Er lebte dann, umgeben von Büchern, zurückgezogen in Carcassonne. Im Schlafzimmer seines Hauses in der rue de Verdun, das er von 1925 bis zu seinem Tode nicht mehr verließ, empfing er berühmte Zeitgenossen wie André Gide, Paul Valéry,
Paul Éluard, Louis Aragon, Simone Weil und Max Ernst. Gemeinsam mit François-Paul Alibert und Claude Louis Esteve gab er die Cahiers du Sud heraus.
Neben surrealistischen Gedichten wurden von Bousquet Tagebuchaufzeichnungen, umfangreiche Korrespondenzen sowie Novellen veröffentlicht, viele der Werke erst nach seinem Tod. Sein Haus in Carcassonne ist heute ein Museum.

## Werke (Auszug)
- Le mal d'enfance, 1939, ill. René Iché
- Traduit du silence, 1941
- Lettres à poisson d’or, 1967
- Le Pays des armes rouillées, 1969
- Lettres à Jean Cassou, 1970
- Mystique, 1973
- Lettres à Carla Suarès, 1973
- Lettres à Stéphane et à Jean, 1975
- La Romance du seuil, 1976
- Le Roi du sel, 1977
- Lettres à Marthe, 1978
- Isel, 1979
- Œuvre romanesque complète (2 Bände), 1979
- Le Bréviaire bleu, 1978
- Le Médisant par bonté, 1980
- Notes d’inconnaissance, 1981
- La Connaissance du soir, 1981
- À Max-Philippe Delatte, 1981
- Langage entier, 1981
- Le Sème-chemin, 1981
- Note-book, 1983
- Lumière, infranchissable pourriture et autres essais sur Jouve, 1987
- La Nacre du sel, 1988
- Exploration de mon médecin, 1988
- Deux lettres à Lucie Lauze, 1988
- Le Meneur de lune, 1989
- Lettres à Magritte, 1981
- Papillon de neige, 1980
- D’un regard l’autre, 1982
- Un amour couleur de thé, 1984
- Deux lettres à un ami, 1991
- Le Galant de neige, 1995
- Les Capitales, 1996
- Le Cahier noir, La Musardine, 1996
- L’Œuvre de la nuit, 1996
- René Daumal, 1996